# La Moto (revista)
|  | Per a altres significats, vegeu «La Moto». |

La Moto fou una revista quinzenal d'informació general sobre la motocicleta, editada en castellà a Barcelona per Ediciones del Motor entre el juliol de 1975 i el mes de setembre de 1977. L'editorial, presidida per Manuel Baturone Rivas, editava també la revista d'automobilisme Automóvil, hereva de la històrica Fórmula fundada el 1966, que havia comprat als seus fundadors a finals de 1976. Ediciones del Motor publicà Automóvil fins ben entrada la dècada de 1990 (actualment, aquella revista l'edita Motorpress Ibérica).
La revista sortia inicialment dissabtes alterns, valia 45 pts i l'imprimia i enquadernava l'empresa Publicaciones Reunidas, SA, amb seu en el carrer Alfons XII de Badalona. Uns mesos després del seu llançament, la revista esdevingué mensual. El darrer número editat fou el 35, corresponent als mesos d'agost i setembre de 1977 (es tractava d'un número doble, de 100 pàgines i a un preu de 75 pts). Malgrat ser una revista de qualitat tant pel que fa als continguts com a les fotografies i el paper, durà poc en no poder resistir la competència de la revista líder del sector, Solo Moto, fundada poc abans a Barcelona i encara activa actualment.

## Continguts[calcitació]
A banda de l'actualitat quinzenal i els diversos reportatges que reproduïa, la revista comptà amb diverses seccions fixes en el llarg de la seva existència:
- «Motocontaco» (Notícies breus)
- «Consultorio y correo del lector»
- «Bolsa de la moto» (Anuncis de compra-venda i preus de venda oficials)
- «Técnica»
- «Quién es quién» (Reportatges sobre personalitats del motociclisme)
- «Noticias Racing Moto» (Resum de competicions locals)
- «Calendario» (Calendari quinzenal de competicions estatals i internacionals)

## Equip de redacció
El 1976, l'equip de redacció el formaven aquestes persones:
- Director executiu: Jordi A. Viñals
- Director provisional: Enrique Hernández Muñoz
- Redactor en cap: César Rojo
- Assessor tècnic: Mario Chavalera
- Redacció: Joan Porcar, Alfons Duran, Francesc Agustí, Víctor Palomo, Estanis Soler, Frederic van der Hoeven
- Col·laboradors: Ernest Freixas, Àlex Brustenga, Lluís Cantó, López Ponsá, E. Cervera, Grau Brumós, P. A. Maragall, J. Garcia Sánchez, Esteve, "Ferre", Gerard Dahlander, I. Gregori Boix, Fermín Coste, Toni Mora
- Corresponsals: Extensa nòmina de corresponsals a Europa, entre ells Giacomo Agostini
- Grafista: Enric Aragonés
- Secretària de redacció: Maria Àngels Pujol
- Redactors gràfics: Mario Chavalera, D.P.P.I. Motor Press, B.R. Nicholls, Miguel Herre, Ignacio Parr, Milos Skorepa, Jordi A. Viñals, Walter Arosio i César Rojo entre d'altres

El director, Jordi A. Viñals, nascut a La Vall d'Uixó el 1934, procedia del món del tèxtil i havia treballat abans de La Moto en revistes d'automobilisme com ara Velocidad i entre 1969 i 1974 a Fórmula, on feu de redactor i fotògraf fins a esdevenir-ne director. Després de l'etapa a La Moto, seguí en el sector editorial del motor fins que acabà fundant una empresa editorial de revistes especialitzades en aspectes tècnics del món de l'automòbil (recanvis, accessoris, etc.).